# Lepidagathis alopecuroidea
Teliostachya alopecuroidea là một loài thực vật có hoa trong họ Ô rô. Loài này được (Vahl) R. Br. ex Griseb. mô tả khoa học đầu tiên năm 1862.